# Luncavița, Tulcea
Luncavița là một xã thuộc hạt Tulcea, România. Dân số thời điểm năm 2002 là 7154 người.